# Спадкоємці (фільм, 1960)
«Спадкоємці» — радянський кольоровий фільм 1960 року режисера Тимофія Левчука, продовження його кінодилогії «Киянка».
Один із лідерів кінопрокату СРСР: 16-е місце серед радянських стрічок прокату 1960 року, фільм переглянули 25,4 млн глядачів.

## Сюжет
Соціальний молодіжний кінороман про долі дітей кінодилогії «Киянка», які, продовжуючи справу батьків та дідів, працюють на київському заводі «Арсенал» та будують соціалістичне майбутнє.
Молодіжна бригада заводу виборює звання бригади комуністичної праці. Бригадир — Матвій Дорошенко, син Галини Очеретько. Старий робітник Яків Середа передає свій досвід та активно допомагає молодим членам бригади. Однак, комсомольцям заважають кар'єрист-інженер Каменський і пройдисвіт Євген, який видає себе за винахідника-самородка, а насправді звичайний халтурник, який шукає легких грошей і бабій. Не відразу хлопцям вдається розкусити цих двох, і, спочатку довірившись їм, бригада відстає в соцзмаганні, але завдяки старим «арсенальцям», які прийшли на допомогу молодіжній бригаді, не допускає зриву плану з випуску продукції.
Паралельно розвивається лінія прийомного сина Якова Середи — Мігеля. Він отримує лист від своїх справжніх батьків і їде на Батьківщину, в Іспанію. Там Мігеля намагаються схилити на свій бік католицькі церковники, але той, розуміючи, що його переїзд хочуть використати для очорнення Радянського Союзу, а насправді він не потрібен навіть рідним батькам, повертається до Радянського Союзу до тих, хто став його справжньою родиною.

## В ролях
- Борис Чирков — Яків Петрович Середа
- Поліна Куманченко — Горпіна, дружина Якова Середи
- Ніна Іванова — Галя Очеретько
- Юрій Максимов — Романюк, колишній директор «Арсеналу»
- Володимир Гусєв — Матвій Дорошенко, бригадир, син Галини Очеретько
- Мікаела Дроздовська — Надя
- Валерій Квітка — Хосе Мігель Санчес (Міша), прийомний син Якова
- Сергій Дворецький — Юрка Святоха
- Анатолій Юрченко — Сашко
- Всеволод Ларіонов — Женя Левченко
- Лариса Левчук — Лариса
- Валентина Ананьїна — Світлана
- Олег Борисов — Фімка Воронюк
- Павло Грубник — Вася Книш
- Владислав Ковальков — Степан
- Костянтин Єршов — Костя
- Лев Сніжницький — Інокентій Павлович Кам'янський, інженер
- Віктор Халатов — Тимофій Павлович, старий рибалка, приятель Якова Середи
- Алескер Гаджі Алекперов — падре Агіла
- Августа Міклашевська — Тереза Сантос, мати Мігеля
- Микола Кутузов — Хуан Сантос, батько Мігеля
- Олексій Бунін — Корній Васильович Святоха, робітник-арсеналець, друг Якова Середи
- Анатолій Фалькович — дон Ромеро
- Людмила Алфімова — Глаша, подруга Наді
- Микола Козленко — Іван Іванович, парторг заводу
- Євген Пономаренко — Чупрієнко, представник «Червоного хреста»

## Знімальна група
- Режисер : Тимофій Левчук
- Сценарист: Ігор Луковський
- Оператор: Микола Кульчицький
- Композитор; Герман Жуковський
- Художник-постановник: Н. Туміна

## Критика
Кінокритик Ніна Ігнатьєва у журналі «Мистецтво кіно» (1961) зазначала, що порівняно з першою частиною — фільмом «Киянка», його продовження вийшло менш вдалим, багато в чому через слабкість сценарію: сюжет схематично побудований та ідеї розкрито декларативно.